# واقعي (مسلسل)
واقعي، مسلسل كويتي إنتاج 2007.

## بطولة
- أحمد الصالح.
- عبد الرحمن العقل.
- طيف.
- عبير الجندي.
- هبة الدري.
- محمد الشطي.
- نواف النجم.
- إسماعيل الراشد.
- روان محمد.
- غالية الكاشف.